# Turkkijärvi
Turkkijärvi är en sjö i Finland. Den ligger i kommunen Nurmes i landskapet Norra Karelen, i den centrala delen av landet, 500 km nordost om huvudstaden Helsingfors. Turkkijärvi ligger 172 meter över havet. Den är 10,4 meter djup. Arean är 48,5 hektar och strandlinjen är 5,25 kilometer lång. Sjön  ingår i Vuoksens huvudavrinningsområde.   I omgivningarna runt Turkkijärvi växer i huvudsak barrskog.
I övrigt finns följande i Turkkijärvi:
- Kuikkasaari (en ö)